# Wendezeiger

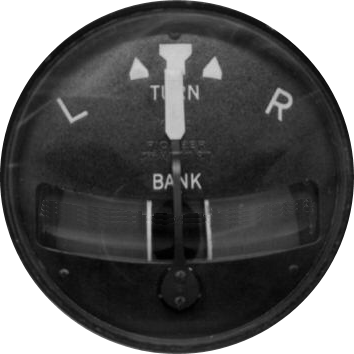
Wendezeiger in der klassischen Form (turn indicator)

Wendezeiger, wie er heute in Motorflugzeugen üblich ist (turn coordinator)

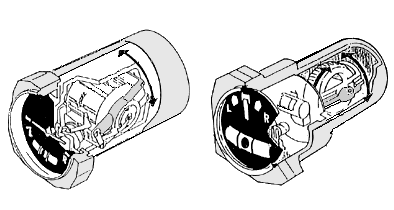
Grafische Darstellung von Wenderzeigertypen

Ein Wendezeiger ist ein elektrisch angetriebenes Kreiselinstrument. Es dient zur Anzeige von Drehrichtung und Drehgeschwindigkeit des Flugzeugs um die Hochachse. Der Wendezeiger war anfänglich das zentrale Instrument bei Ausrüstungen für den Instrumentenflug. Im Segelflug wird er auch pneumatisch (durch den Fahrtwind) betrieben.
Es gibt zwei Arten von Wendezeigern: Den ursprünglichen turn indicator und den später entwickelten turn coordinator. Auf Deutsch werden beide Instrumente als „Wendezeiger“ bezeichnet, was zu Missverständnissen führen kann. Die Bezeichnung „Kurvenkoordinator“ konnte sich im deutschen Sprachraum aber nicht durchsetzen.
Gewöhnlich ist noch ein zweites Instrument, die Kugellibelle, in den Wendezeiger eingebaut. Hierdurch wird die Qualität der Kurvenkoordination angezeigt. Diese Kombination führte zur Bezeichnung turn and bank indicator, oft mit „T&B“ abgekürzt. Diese Bezeichnung ist zwar verbreitet, aber eigentlich falsch, wenn schon müsste es turn and slip indicator heißen.
Anders als der Künstliche Horizont zeigt der Wendezeiger nicht die Lage im Raum, sondern die Drehgeschwindigkeit des Flugzeugs um die Hoch- bzw. die Hoch- und Längsachse. Die Lage im Raum muss aus dem Zusammenspiel dieser Anzeige mit den Anzeigen von weiteren Fluginstrumenten erschlossen werden, was recht abstrakt ist. Dennoch ist der Wendezeiger aus Sicherheitsgründen ein unverzichtbares Blindflug-Instrument, da er, anders als der Künstliche Horizont, weder taumeln noch abwandern kann, sondern immer richtig zeigt.
Wendezeiger werden auch auf Schiffen eingesetzt.

## Wendezeiger

### Aufbau
Der Wendezeiger basiert auf einem halbkardanisch aufgehängten Kreisel, der nur zwei Freiheitsgrade besitzt -- siehe gefesselter Kreisel. (Einer dieser Freiheitsgrade ist die Rotation um die Kreiselachse. Dieser ist aber bei einem Kreisel definitionsgemäß immer vorhanden. Daher wird er z. B. im angelsächsischen Raum nicht mitgezählt. Im angelsächsischen Sprachgebrauch hat ein Wendezeiger also nur einen Freiheitsgrad.)
Die Kreiselachse ist parallel zur Flugzeugquerachse gelagert. Die beiden Geräte unterscheiden sich dadurch, dass beim Turn Indicator der bewegliche Rahmen, worin der Kreisel aufgehängt ist, so montiert ist, dass die Drehachse des Rahmens parallel zur Längsachse des Flugzeugs ist, wogegen beim Turn Coordinator die Drehachse des Rahmens 30° zur Flugzeuglängsachse gekippt ist. Das bewirkt, dass der Turn Indicator nur Drehungen um die Hochachse des Flugzeugs (Gieren) anzeigt, während der Turn Coordinator Drehungen sowohl um die Hoch- als auch um die Längsachse (Rollen) anzeigt.

Wendezeiger im koordinierten Kurvenflug

### Funktionsweise
Wenn das Luftfahrzeug eine Kurve fliegt und sich das Flugzeug also um die Hochachse dreht, kippt die Drehachse des Kreisels auf Grund der Präzession. Diese Kippbewegung, die von der Kurvengeschwindigkeit abhängig ist, wird durch einen Zeiger angezeigt.
Je nach Kreiselpräzessionsrate neigt sich dabei das Flugzeugsymbol des Wendekoordinators nach links oder rechts. Je schneller die Winkelgeschwindigkeit ist, desto größer sind auch die Kreiselpräzession und die Querneigung des Flugzeugsymbols.
Bei einem Ausfall des künstlichen Horizonts kann mit dem Wendezeiger zumindest eine der beiden Achsen ersetzt werden. In Kombination mit dem Höhenmesser, dem Fahrtmesser, evtl. der Drehzahlanzeige und dem Variometer können noch immer wichtige Informationen über die Fluglage abgeleitet werden.

### Verwendung
In Motorflugzeugen trifft man den Wendezeiger heute meist in der Form des Kurvenkoordinators an. Da im Motorflug gewöhnlich lange Strecken Geradeausflug nur durch kurze Kurven zur Kurskorrektur unterbrochen werden, dient hier der Wendezeiger vor allem zur Aufrechterhaltung des Geradeausflugs. Diesen Zweck erfüllt der Kurvenkoordinator am besten, da jede Kurve zuerst durch ein Rollen eingeleitet wird. Der Kurvenkoordinator reagiert auf eine beginnende Kurve viel empfindlicher als der klassische Wendezeiger.
Für Segelflugzeuge hingegen ist der Kurvenkoordinator mit seiner „Mischanzeige“ von zwei verschiedenen Drehachsen aus verschiedenen Gründen ungeeignet. Hier findet man ausschließlich den klassischen Wendezeiger.

## Kugellibelle

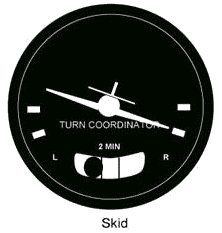
Schiebekurve (Kurve mit zu viel Seitenruder, das Flugzeug schiebt nach außen, engl. skidding turn)

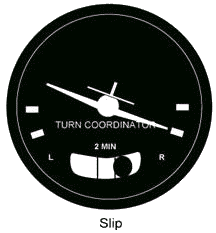
Schmierkurve (Kurve mit zu wenig Seitenruder, das Flugzeug schiebt nach innen, engl. slipping turn)

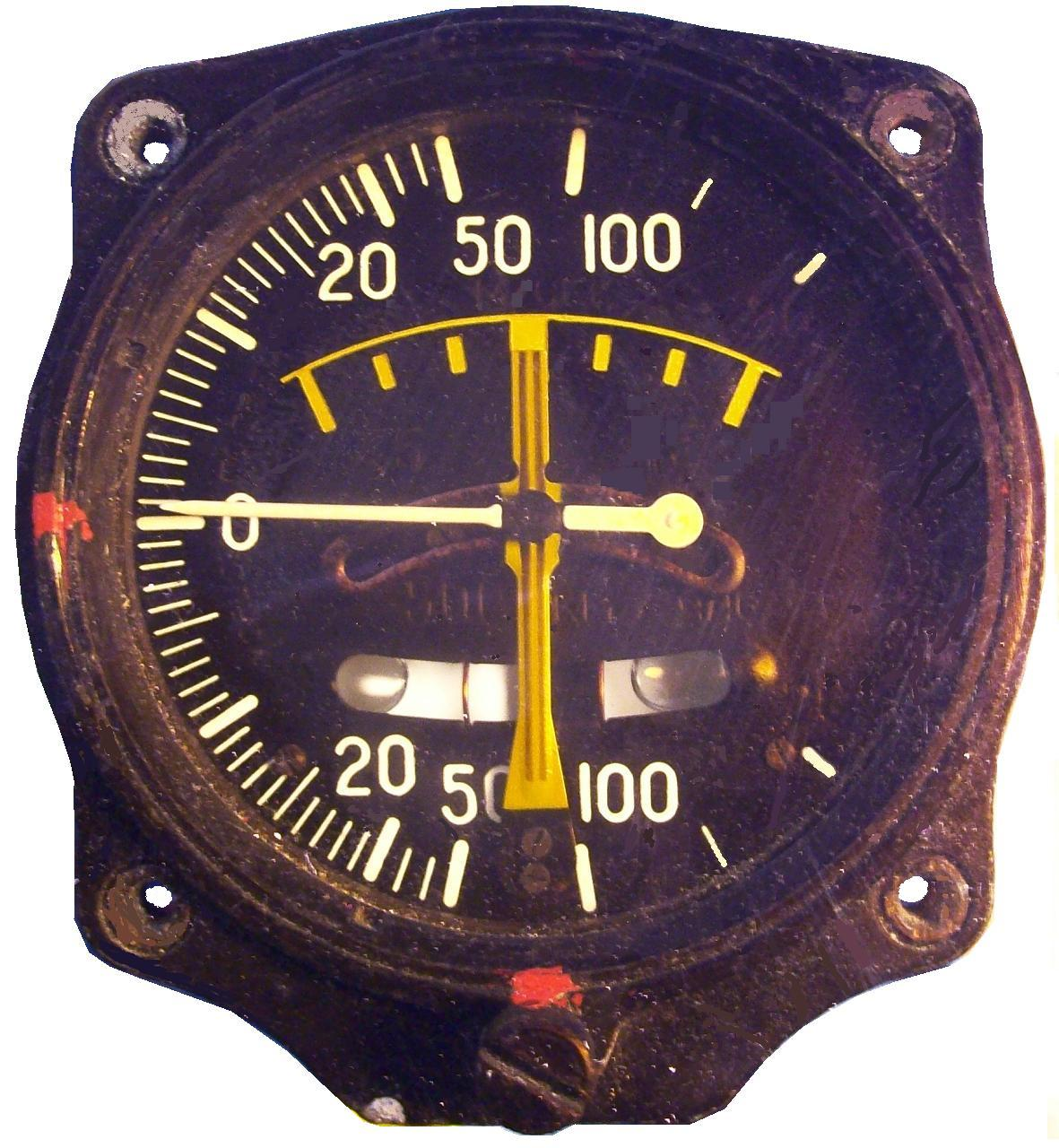
Kombiinstrument Wendezeiger/Libelle/Variometer, Sowjetunion ca. 1960. Hier sind alle Anzeigen in einem Instrument vereinigt, die für eine koordinierte Kurve bei gleichzeitiger Höhenhaltung nötig sind.

### Aufbau
Die Libelle, auch „Inklinometer“, ist ein mit Flüssigkeit gefülltes, gekrümmtes Glasröhrchen, in dem sich eine Stahlkugel hin und her bewegen kann. Die Kugel in der Libelle zeigt die Richtung des Scheinlotes, d. h. die vektorielle Summe aus Zentrifugalkraft und Schwerkraft, an.

### Funktionsweise
Die Libelle erlaubt zu beurteilen, wie sauber eine Kurve geflogen wird, man sagt auch, wie gut der Kurvenflug „koordiniert“ ist, also wie gut Quer- und Seitenruderausschlag aufeinander abgestimmt sind. Bei einer sauber geflogenen Kurve gleichen sich die auftretenden Kräfte, also die Zentrifugalkraft und die Schwerkraft, aus, somit steht das Scheinlot senkrecht zum Flugzeug und die Kugel bleibt in der Mitte zwischen den beiden Markierungen. Befindet sich die Kugel hingegen außerhalb der Markierungen, macht das Flugzeug entweder eine Schiebekurve (engl. skidding turn, Querneigung zu gering bzw. zu viel Seitenruder; Kugel wandert zur Kurvenaußenseite) oder eine Schmierkurve (engl. slipping turn, Querneigung zu groß bzw. zu wenig Seitenruder, Kugel wandert zur Kurveninnenseite).
Wenn die Flächenspitze des Flugzeugsymbols rechts oder links die Markierung berührt, fliegt man mit einer Drehgeschwindigkeit von 3 Grad in der Sekunde, also einen Vollkreis in 2 Minuten. Dies nennt man eine Standardkurve (engl. standard rate turn).

## Zusammenspiel beider Teilinstrumente
Es ist sinnvoll, dass diese beiden Instrumente zusammengefasst worden sind. Beide zusammen sagen etwas über das Kurvenverhalten aus. Wie aus den nebenstehenden Grafiken ersichtlich ist, kann bei gleicher Kurvengeschwindigkeit um die Längsachse (Flugzeugsymbol nach rechts geneigt) entweder eine koordinierte Kurve oder aber ein Slip (Libellenball in diesem Beispiel rechts) oder Skid (Libellenball in diesem Beispiel links) geflogen werden. Dieses führt dann bei Nichtbeachtung evtl. zu einem Spiralsturz (engl. spiral).
Um solche unkoordinierte Kurven zu vermeiden, muss der Pilot im Kurvenflug bei Abweichung des Balls von der Mitte „in den Ball“ treten, d. h. in das Seitenruder treten, das der Lage des Balls entspricht.

## Mögliche Gefahren
Der Kurvenkoordinator hat, wie oben beschrieben, einen um 30° schräg montierten Kreisel. Das bedeutet, dass das Gerät sowohl das Rollen als auch das Gieren anzeigt. Wenn das Flugzeug rollt, addiert die Anzeige des Kurvenkoordinators die Rollrate mit einem bestimmten Faktor zur Gierrate. Erst wenn das Flugzeug das Rollen beendet hat, zeigt das Gerät wieder ausschließlich die Gierrate an.

Piloten, die mit diesem Prinzip nicht vertraut sind, könnten Schwierigkeiten haben mit der Benutzung des Kurvenkoordinators, indem sie beispielsweise bei Rollbewegungen eine Anzeige sehen, diese aber als eine Turnanzeige interpretieren.
Ältere, rein mechanische barometrische Variometer funktionieren ohne Hilfsenergie, die Wendezeigerfunktion erforderte jedoch elektrische Antriebsleistung für den Kreiselmotor (zum Beispiel 36 V/400 Hz Drehstrom). Fällt die Energieversorgung aus, dreht sich der Kreisel dennoch für einige Minuten weiter, bis keine Anzeige der Winkelgeschwindigkeit mehr möglich ist.

Die Kugellibelle funktioniert über die im Kurvenflug eintretende Fliehkraft und braucht daher keine Hilfsenergie.